# Championnat de France de football de deuxième division 1955-1956
Navigation
Division Interrégionale 1954-1955 Division Interrégionale 1956-1957
Le Championnat de France de football D2 1955-1956 avec une poule unique de 20 clubs, voit l’attribution du titre au Stade rennais UC, qui accède à la première division en compagnie du SCO Angers et de l'US Valenciennes-Anzin.

## Les 20 clubs participants
| - AS Aix - Olympique d'Alès - SCO Angers - RCFC Besançon - AS Béziers - AS Cannes - FC Grenoble - Le Havre AC - SO Montpellier - FC Nantes | - CA Paris - Stade Français - Perpignan FC - Red Star Olympique - Stade rennais UC - RC Roubaix - FC Rouen - FC Sète - SC Toulon - Valenciennes FC |

## Classement final
| #  | Club                 | Joués | V  | N  | D  | bp:bc | +/- | Points |
| -- | -------------------- | ----- | -- | -- | -- | ----- | --- | ------ |
| 1  | Stade rennais UC     | 38    | 23 | 8  | 7  | 69-38 | +31 | 54     |
| 2  | SCO Angers           | 38    | 25 | 3  | 10 | 90-42 | +48 | 53     |
| 3  | Valenciennes FC      | 38    | 22 | 7  | 9  | 80-39 | +41 | 51     |
| 4  | AS Béziers           | 38    | 20 | 11 | 7  | 69-43 | +26 | 51     |
| 5  | Stade Français       | 38    | 17 | 12 | 9  | 75-56 | +19 | 46     |
| 6  | Olympique d'Alès     | 38    | 17 | 11 | 10 | 64-51 | +13 | 45     |
| 7  | Red Star Olympique   | 38    | 16 | 10 | 12 | 76-69 | +7  | 42     |
| 8  | FC Grenoble          | 38    | 12 | 15 | 11 | 46-41 | +5  | 39     |
| 9  | RCFC Besançon        | 38    | 14 | 11 | 13 | 54-54 | 0   | 39     |
| 10 | CO Roubaix-Tourcoing | 38    | 16 | 4  | 18 | 63-64 | -1  | 36     |
| 11 | AS Cannes            | 38    | 13 | 9  | 16 | 48-69 | -11 | 35     |
| 12 | Le Havre AC          | 38    | 12 | 10 | 16 | 45-47 | -2  | 34     |
| 13 | SC Toulon            | 38    | 10 | 13 | 15 | 54-62 | -8  | 33     |
| 14 | AS Aix               | 38    | 11 | 10 | 17 | 56-69 | -13 | 32     |
| 15 | Perpignan FC         | 38    | 10 | 12 | 16 | 36-57 | -21 | 32     |
| 16 | FC Rouen             | 38    | 12 | 7  | 19 | 47-56 | -9  | 31     |
| 17 | FC Nantes            | 38    | 10 | 10 | 18 | 54-84 | -30 | 30     |
| 18 | FC Sète              | 38    | 10 | 7  | 21 | 42-74 | -32 | 27     |
| 19 | CA Paris             | 38    | 8  | 10 | 20 | 45-66 | -21 | 26     |
| 20 | SO Montpellier       | 38    | 7  | 10 | 21 | 48-80 | -32 | 24     |

# position ; V victoires ; N match nuls ; D défaites ; bp:bc buts pour et buts contre
 Victoire à 2 points

## À l’issue de ce championnat
- Le Stade rennais UC, le SCO Angers et l'US Valenciennes-Anzin sont promus en championnat de première division.
- Équipes reléguées de la première division : les Girondins de Bordeaux, le LOSC Lille Métropole et l'AS Troyes.